# Bảo tàng Thành phố và Sông Warta
Bảo tàng Thành phố và Sông Warta (tiếng Ba Lan: Muzeum miasta i rzeki Warty) là một bảo tàng tọa lạc tại số 20 Phố 20 tháng Giêng, Warta, huyện Sieradzki, tỉnh Łódzkie, Ba Lan.

## Lịch sử hình thành
Bảo tàng Thành phố và Sông Warta được thành lập bởi Hội đồng PTTK (Hiệp hội Du lịch và Tham quan Ba Lan) ở Warta theo nghị quyết ngày 26 tháng 3 năm 1979, được ghi vào Sổ đăng ký các Viện, mục 891/84 Phòng Văn hóa và Nghệ thuật của Văn phòng Tỉnh tại Sieradz. Bảo tàng Thành phố và Sông Warta chính thức mở cửa đón công chúng vào ngày 24 tháng 5 năm 1981.

## Triển lãm
Bộ sưu tập của Bảo tàng Thành phố và Sông Warta hiện đang đặt trong 4 phòng trưng bày, trong đó có 3 phòng trưng bày thường trực, một phòng dùng để triển lãm tạm thời. Trong các phòng triển lãm thường trực có các phần chuyên đề:
- tiểu sử về các nhân vật kiệt xuất từng gắn liền với sông Warta (Stanisław Szukalski, Zygmunt Andrychiewicz, Stanisław Skarżyński, và các người khác)
- lịch sử của thành phố và các vùng xung quanh (lịch sử của các gia đình địa chủ hoặc các sự kiện của Cuộc nổi dậy tháng Giêng)
- nghiên cứu khảo cổ học từ khu vực hồ chứa Jeziorsko (trong các bộ sưu tập khảo cổ có một chiếc bình bằng đồng độc đáo có niên đại 2.000 năm trước, đây là dấu vết của quá trình định cư và văn hóa vật chất của khu vực thung lũng Warta).